# Бернхард I (Саксония)
Бернхард I (на немски: Bernhard I, * 950 † 9 февруари 1011, Корвей) от фамилята Билунги, e херцог на Саксония от 973 до 1011 г.

## Произход
Той е син и наследник на Херман Билунг († 973), херцог в Люнебург, и на Ода († 15 март сл. 973). Брат е на Матилда Саксонска (* 935/945; † 25 май 1009).
Бернхард е погребан в църквата Св. Михаелис в Люнебург.

## Фамилия
Бернхард се жени около 990 г. за Хилдегард фон Щаде (* 974; † 3 октомври 1011) от фамилията Удони, дъщеря на граф Хайнрих I Плешиви фон Щаде († 976). Двамата имат най-малко пет деца:
- Херман († млад)
- Бернхард II (* 990, † 29 юни 1059), херцог на Саксония;
  - ∞ за Айлика († 10 декември сл. 1055/1056), дъщеря на Хайнрих фон Швайнфурт, маркграф на Нордгау (Швайнфурти)
- Титмар († 1 април 1048), граф
- Годести († 30 юни сл. 1040), абатиса (993 – 1040), основава на 2 юни 1011 манастира Херфорд
- Имма, монахиня в Херфорд (995)

и вероятно:
- Матилда († 28 април 1014), монахиня в Гернроде
- вероятно Отелендис († 9 март 1044) ∞ Дитрих III Иерусалимски, граф на Холандия 963 († 27 май 1039)